# هلدینگ سرآوا
هلدینگ سرآوا از شرکت‌های فعال در اکوسیستم استارتاپی ایران است که در کسب‌وکارهای آنلاین بزرگ ایرانی هم‌چون دیجی‌کالا، کافه‌بازار، دیوار، الوپیک و علی‌بابا سابقه‌ی سرمایه‌گذاری‌ دارد. سعید رحمانی خضری، بنیان‌گذار و مدیرعامل هلدینگ سرآوا بود که در شهریور ۱۳۹۸ بر اثر فشارهای امنیتی و دستگیری‌های متعدد مدیران سرآوا، ایران را ترک کرد. وی هم اکنون ساکن لندن است.

## دستگیری‌ها
عماد شرقی معاون بین‌الملل این هلدینگ در ۲۳ آوریل ۲۰۱۸ به همراه همسرش در سفری به ایران توسط مأموران اطلاعات سپاه بازداشت و در زندان اوین نگهداری شد. شرکت سرآوا هرگونه ارتباطی با پرونده این فرد را رد کرده‌ است. سیامک نمازی از دیگر مدیران ارشد سرآوا نیز در تاریخ ۱۳ اکتبر ۲۰۱۵ در ایران بازداشت شد.
در سال ۲۰۲۳ ایران و آمریکا با میانجی‌گری قطر توافق کردند که پنج ایرانی-آمریکایی زندانی در ایران از جمله عماد شرقی و سیامک نمازی را با پنج ایرانی زندانی در آمریکا مبادله کنند و حدود ۶ میلیارد دلار پول نفت ایران که در بانک‌های کره‌جنوبی به دلیل تحریم‌ها مسدود شده بود، به بانک‌های قطر منتقل کنند. 

## بزرگترین خروج اکوسیستم استارتاپی ایران
سرآوا در سال ۱۴۰۳ از ساختار سهامداری شرکت دیجی‌کالا خارج شد. شرکت نوین اندیشان سرآوا پارس با فروش سهام خود به همراه اول (حرکت اول) از ساختار سهامداری شرکت دیجی‌کالا پس از گذشت بیش از یک دهه خارج شد. دوازده سال پیش سرآوا در روزهای نخستینِ شکل‌گیری، در دیجی‌کالا به عنوان اولین سرمایه‌گذاری خطرپذیرِ خود سرمایه‌گذاری کرد.